# Узенгија (кост)
Узенгија или стремен (лат. stapes)  је трећа слушна кошчица у ланцу од три слушне кошчице у средњем уву, која служи за пренос звучних вибрација са наковња на овални прозор средњег ува, а преко њега и до унутрашњег ува. Друга слушна  кошчица тешка је  2,5 мг, а дугачка 4 мм. 

## Ембриологија
Слушне кошчице настају из мезенхима првог и другог шкржног лука. Глава и врат чекића, тело и кратки крак наковња настају из првог шкржног лука. Дршка чекића и дуги крак наковња настају из другог шкржног лука, а базална плоча узенгије има двоструко порекло. Мањи део настаје од другог лука, а већи део од капсуле лавиринта (лат. lamina stapedialis). 
Слушне кошчице се прво запажају у петој недељи интраутериног живота, а у петом месецу имају величину као код одраслих, када и почиње њихово окоштавање (осификација). Осификација наковња и чекића се одвија паралелно, а у  двадесетпетој недељи наковањ и чекић су осификовани са изузетком дисталног окрајка дршке чекића. Овај касни развој дршке чекића може бити узрокован хипоплазијом или аплазијом.

## Функција узенгије у систему слушних кошчица
Звук се кроз систем слушних кошчица преноси у облику њихових вибрација. Унутрашње уво испуњено је течношћу. Када средње уво не би постојало и када би звук из спољње средине директно деловао на мембрану иза које је течност унутрашњег ува, разлика у импедансама ваздуха и течности учинила би пренос звучне енергије из спољашње средине до сензора веоме неефикасним. 
Зато се сматра да систем кошчица средњег ува има важну функцију трансформатора акустичке импедансе прилагођавајући у извесној мери импедансу ваздушне средине на импедансу течности. Основа функције слушних кошчица занова је на на томе како су оне међусобно повезане (узглобљене), што омогућава да делују као систем полуге. Прва кошчица у ланцу је чекић. Он је спојена са средином бубне опне и заједно са њом покреће се око осе на ободу бубне опне. Кретање чекића се преноси на наковањ, који је другим крајем везан на стремен. Преносни однос тог полужног система је променљив, и креће се између 1,3:1 и 3:1, али се коначно прилагођење (велики звучни притисак у течности унутрашњег уха) постиже захваљући односу површина овалног прозорчића и површине бубне опне који износи од 3:80 мм2. Тиме се механичка сила повећава између 35 и 80 пута. Тако можемо рећи да релативно велико померање (осцилација) бубне опне, на кошчице делује малом силом која се трансформише у већу силу која малим ходом кошчица делује на овални прозор или улазни део унутрашњег ува.
Живот на земљи еволуирао је у релативној тишини која је владала у природи, све до индустријске револуције. Тада су се у човековом окружењу појавиле околности у којима је чуло слуха изложено јаким звучним побудама. Временски период који је протекао од тада сувише је кратак да би донео битне промене у еволуцији човечијег организма. Због тога уво током еволуције није добило неку природну заштиту против прекомерног звучног надражаја, као што то на пример има чуло вида (очни капци).
Једини заштитни механизам који човечији организам поседује за борбу против прекомерних звукова налази се у преносном систему средњег ува. Постоје две ефекта која делују у том смислу: 
- Инерција слушних кошчица
- Раздешавање њиховог преносног система

Мада су слушне кошчице веома лагане (чекић и наковањ око 20 мг, узенгија 2-4 мг) њихова инерција представља одређену заштиту од наглог дејства звучних вибрација (нпр пуцња). 
Раздешавање преносног система кошчица настаје под дејством повратне спреге из можданих центара и назива се акустички рефлекс. Рализује се одговарајућим реакцијама мишића који контролише померање кошчица. Акустички рефлекс има коначну брзину реаговања која зависи од нивоа звучне побуде. Време тог реаговања је у интервалу 0,1 -0,3 с. Овај механизам делује при звучним побудама које су својим нивоом изнад 65-70 дБ и његов ефекат приближно линеарно расте са порастом побуде. Максимално слабљење звука деловањем акустичког рефлекса је око 20 дБ.

## Анатомија
Анатомски гледано главни делови узенгије су:
- Главе стремена (лат. caput stapdius),
- Предњи крак узенгије (лат. crus anterius)
- Задњи крак узенгије  (лат. crus posterius)
- База узенгије  (лат. basis stapdius).

Главица је узглобљена са наковњем, а базом узенгије затворен је овални прозорчић према унутрашњем уву.